# 顺,顺-1,3,5-三胺基环己烷
顺,顺-1,3,5-三胺基环己烷是一种有机化合物，化学式为(CH2CHNH2)3。它属于三胺。在三胺基环己烷的众多同分异构体中，顺,顺-1,3,5-衍生物引起了关注，因为它是一种常见的三足配体，缩写为tach。它是一种无色的油状液体，也是常用的三齿配体。
它由环己烷的三氨基甲酸酯制备。这个三氨基甲酸酯由环己烷三羧酸开始通过库尔提斯重排反应生成。

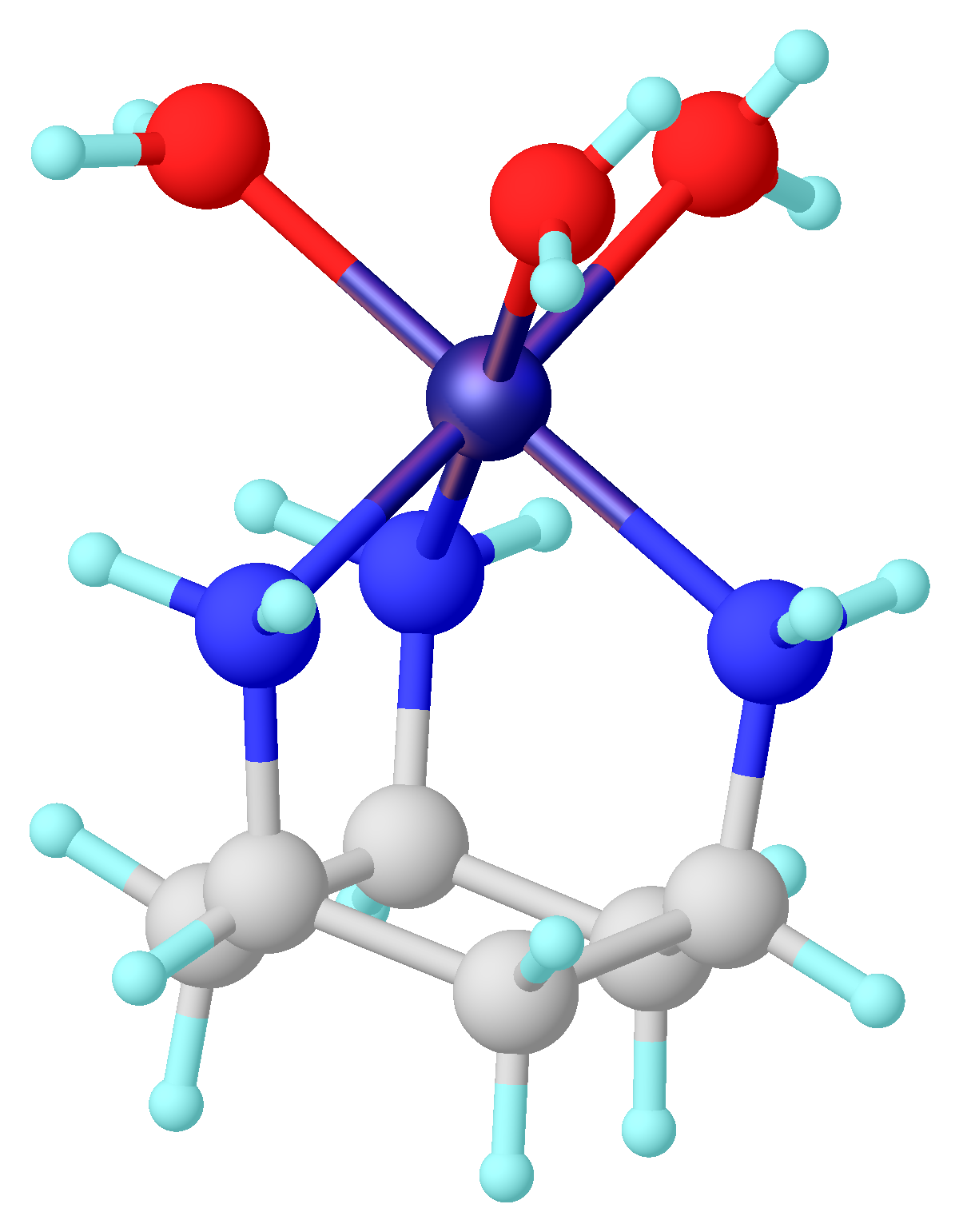
Structure of [Ni(TACH)(H_{2}O)_{3}]^{2+} (color code: blue = nitrogen, red = oxygen; dark blue = nickel).

## 相关配体
- 三(胺甲基)乙烷（英语：Tris(aminomethyl)ethane），另一个三足配体三胺（CH3C(CH2NH2)3）